# Raymond Archambault
Pour les articles homonymes, voir Archambault (homonymie).
Raymond Archambault (né le 24 mars 1947 à Saint-Vincent-de-Paul, au Québec) est un présentateur de nouvelles et animateur de radio québécois ayant principalement fait carrière à la Première Chaîne de la Société Radio-Canada. 
Il y prend sa retraite en juillet 2009 après trente ans de carrière, alors qu'il est chef d'antenne du matin. Après sa retraite, il milite activement pour le Parti québécois, où il est élu président du Conseil exécutif national le 17 avril 2011.

## Biographie
Né au Québec en 1947, Raymond Archambault accorde tout jeune une grande importance à la qualité de la langue française et se destine aux métiers de la communication. Durant ses études en pédagogie, il débute devant les micros de quelques stations de radio de Montréal. Il est brièvement un enseignant au secondaire.

### Carrière à la radio
Il délaisse l'enseignement et commence une carrière d'animateur à la station de radio CFGL-FM à Laval, alors propriété de Jean-Pierre Coallier. Par la suite, il devient journaliste à Radio-Canada en 1977, et y devient annonceur permanent en 1980. 
De 1989 à 2009, en plus de présenter les nouvelles du matin sur la Première Chaîne, il anime des soirées électorales et des émissions spéciales à la radio.

### Militantisme politique
Depuis sa retraite, il s'affiche en faveur de la souveraineté du Québec et joint le Parti québécois. Il prend position sur plusieurs sujets tels, notamment, l'application de la loi 101 au cégep. 
Lors du congrès péquiste d'avril 2011, il se présente comme candidat à la présidence du Parti québécois, en compétition avec Daniel Turp,. Le 17 avril 2011, il est élu à ce poste avec 890 voix contre 278, soit à 76 % des voix exprimées,.
Il a été candidat aux élections générales 2012 pour le Parti Québécois dans le comté de Groulx.

## Prix et distinctions
- 2009 : Prix Raymond-Charette, du Conseil supérieur de la langue française